# Palazzo di Villahermosa
Il Palazzo di Villahermosa è un grande edificio di Madrid (capitale della Spagna), antica residenza dei duchi di Villahermosa, conosciuto per ospitare il Museo nazionale Thyssen-Bornemisza.

## Storia
Situato all'angolo tra il Paseo del Prado e la Carrera de San Jerónimo, il palazzo fu costruito e ristrutturato nel XVIII secolo sulla base di diverse case del secolo precedente. 
Il passeggio del Prado, che fino il secolo XVI era stato un terreno incolto fuori della parte antico della città, iniziò ad andare di moda tra la nobiltà madrilena a seguito della costruzione del Palazzo del Buon Ritiro (1633-1640), dove i re di Spagna celebravano molteplici feste. Nel desiderio di vivere vicini alla famiglia reale, varie famiglie nobili edificarono palazzi e ville vicino al Buon Ritiro. Un'altra circostanza imprevista ravvivò ulteriormente questa zona di Madrid: il Real Alcázar di Madrid fu distrutto da un incendio nel 1734, costringendo i re a stabilirsi permanentemente nel Buon Ritiro per tre decenni, fino all'inaugurazione del nuovo Palazzo d'Oriente nel 1764. 

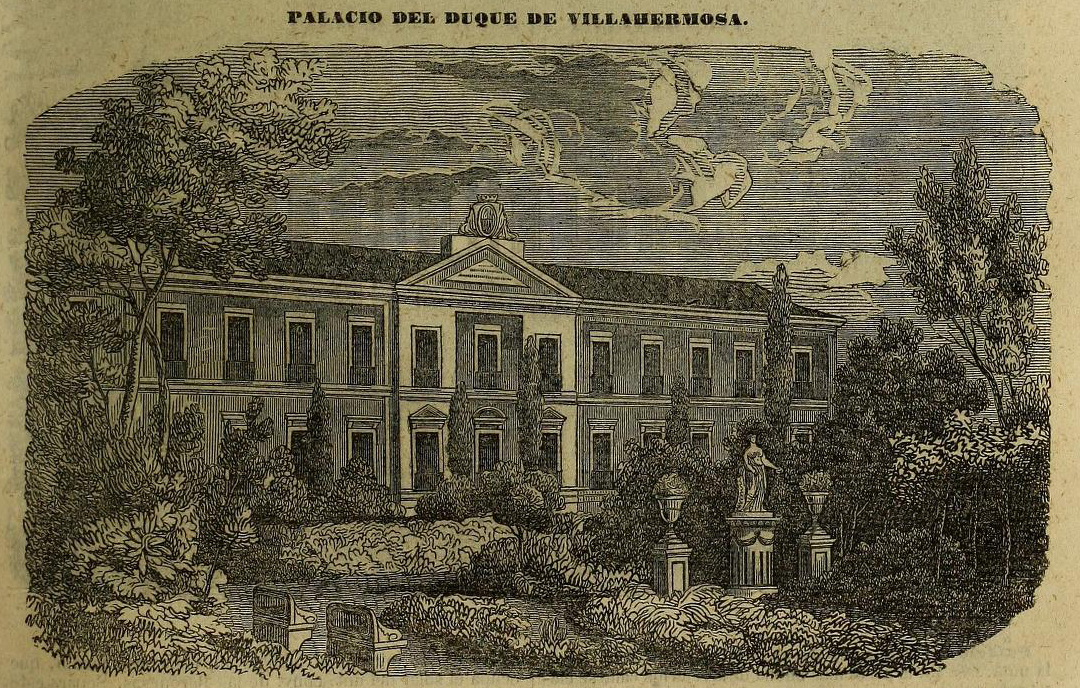
Veduta del palazzo nel X volume del Dizionario geografico-statistico-storico di Spagna e i suoi possessi di Ultramar di Pascual Madoz, pubblicato nel 1850.

A metà del XVIII secolo, il sito dell'attuale museo (che comprendeva diverse case e grandi frutteti fino all'attuale Banco de España) fu acquistato da Margherita Eleonora Pio d Savoia, già duchessa di Atri (figlia di Francesco Pio di Savoia), che aveva sposato segretamente in seconde nozze Alessandro Pico della Mirandola (conosciuto come "Abate Pico"), ultimo discendente maschio della famiglia italiana dei Pico della Mirandola. Nel 1777 il terreno fu acquistato dai duchi di Villahermosa. A quel tempo il palazzo (in realtà un edificio di un solo piano) fu criticato per la sua estetica rococò all'antica; le sue facciate avevano modanature ornate su porte e finestre. Intorno al 1783 subì una prima riforma: il duca di Villahermosa ordinò di rimuovere tali ornamenti, ingrandire finestre e balconi, intonacare le pareti, e fece attaccare un piccolo portico con colonne alla porta della Carrera de San Jerónimo, tuttora esistente.

### XIX secolo
L'aspetto odierno del palazzo, con tre piani e facciate in mattoni e granito, ricorda il vicino Museo del Prado ed è il risultato di un'altra ristrutturazione in stile neoclassico realizzata nel 1805 dall'architetto Antonio López Aguado, allievo di Juan de Villanueva, che intraprese il lavoro commissionato da María Manuela Pignatelli de Aragón y Gonzaga, vedova dell'undicesimo duca di Villahermosa, Juan Pablo de Aragón-Azlor. Di fatto, il palazzo prese il suo nome dal fatto che era la residenza madrilena del duca.
Come curiosità storica, è l'edificio risiedette Luigi Antonio di Borbone-Francia, duca di Angulema quando giunse a Madrid al comando dei spedizione dei Centomila figli di San Luigi.
A metà del XIX secolo, Villahermosa era una delle residenze più illustri di Madrid, teatro di famose feste e serate culturali. Il pianista e compositore Franz Liszt suonò il pianoforte in una delle sue stanze nel 1844 (come attesta una targa posta sulla facciata in Carrera de San Jerónimo), e nel decennio 1846-1856 i duchi affittarono il primo piano del palazzo come sede del Liceo Artistico e Letterario di Madrid, fondato nel 1837 da José Fernández de la Vega (1803-1851).

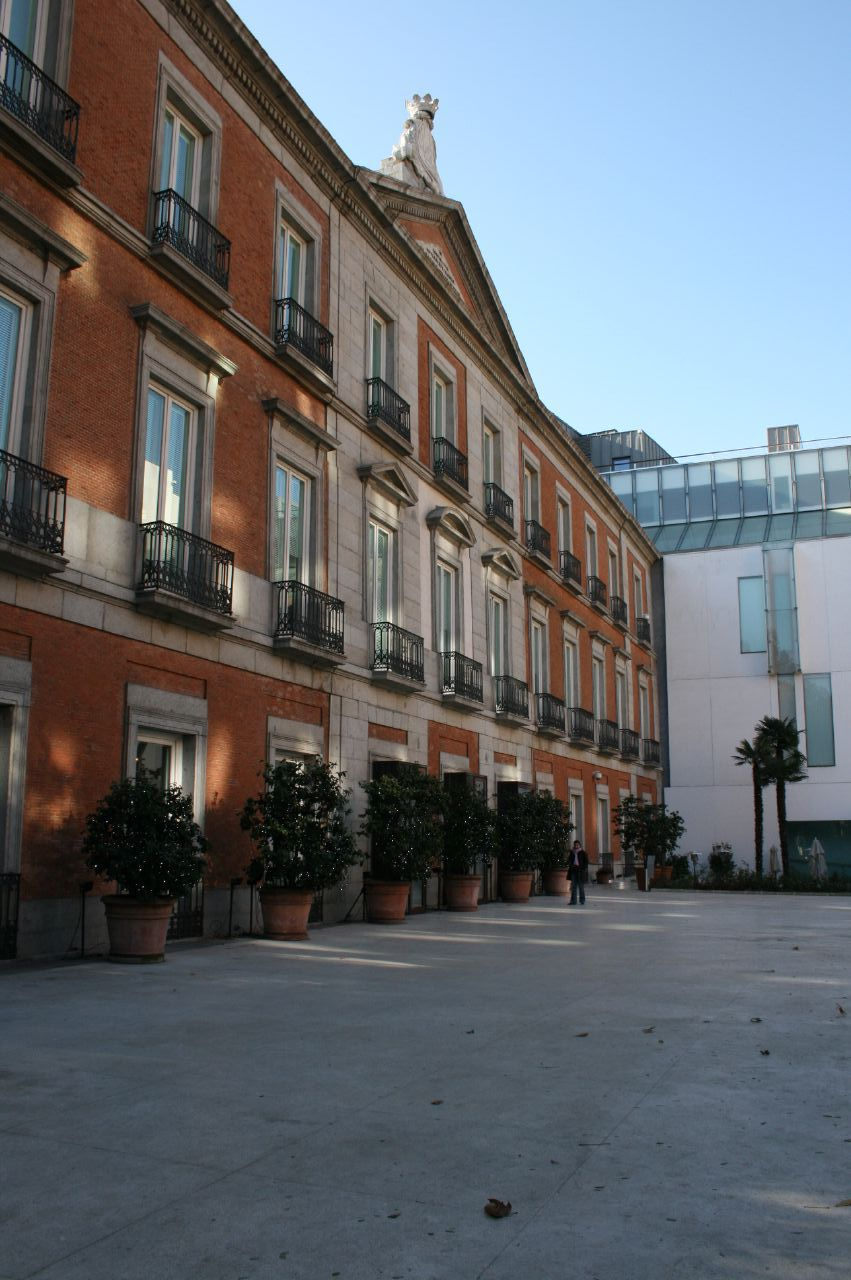
Facciata nord del palazzo, con lo stemma della famiglia Villahermosa in alto. Sulla destra si può vedere l'ampliamento, con una nuova facciata di gusto minimalista, inaugurato nel 2004.

### 1973: sede bancaria
Il palazzo mantenne i suoi interni lussuosi, che comprendevano una grande sala da ballo e una cappella privata, fino a ben oltre il XX secolo; infatti nel 1966 meritarono un servizio fotografico nella rivista Blanco y Negro. Ma nel 1973 tutto questo andò perduto: Villahermosa fu acquistata dalla banca López Quesada e gli spazi nobili furono convertiti in uffici, mentre il tetto fu modificato per guadagnare altezza nelle soffitte.

### Filiale del Museo del Prado
Dopo il fallimento della banca López Quesada, nel 1980 l'edificio passò nelle mani dello Stato spagnolo e nel 1984 fu assegnato al Museo del Prado come sede complementare di mostre temporanee. A tal fine, il palazzo subì una leggera ristrutturazione del piano terra. Le ultime grandi mostre ospitato furono Goya e lo spirito dei lumi (1988) e Capolavori della collezione Masaveu, all'inizio del 1989.

### Museo Thyssen
In seguito alle trattative con il barone Hans Heinrich Thyssen-Bornemisza de Kászon per esporre la sua collezione privata a Madrid, il governo spagnolo decise di offrire il Palacio de Villahermosa come sede. Tale proposta è stata una risorsa fondamentale per il successo dell'accordo, dato che altre città europee (come Londra) avevano offerto luoghi meno centrali che non piacevano al Barone. Stava cercando un edificio distinto in una posizione privilegiata con un grande flusso turistico, che si adattava a questo palazzo, con vista sulla Plaza de Neptuno e vicino ai grandi musei nazionali della capitale. Purtroppo, cedere Villahermosa come sede del Museo Thyssen-Bornemisza significava privare il Prado di spazi aggiuntivi necessari, carenza che detto museo risolse solo 20 anni dopo mediante l'ampliamento al chiostro di San Jerónimo el Real. 
Il restauro del Palazzo di Villahermosa come museo fu progettata dall'architetto tudelano Rafael Moneo e i lavori furono eseguiti rapidamente: la prima pietra fu posata nel marzo 1990 e nel giro di un anno l'isolato fu svuotato fino alle fondamenta e ricostruito nella sua totalità, rispettando solo le facciate. Già nel 1991 si stava lavorando alle rifiniture, cosicché l'edificio finito fu presentato ai media nel maggio 1992, anche se l'inaugurazione del museo con i quadri già esposti fu rimandata all'ottobre dello stesso anno. Il trasferimento delle oltre 700 opere dei baroni Thyssen dalla loro villa di Lugano comportò una logistica complessa, considerata come il più grande spostamento di opere d'arte in Europa dalla seconda guerra mondiale.
Nel 2004, due edifici adiacenti che appartenevano alla famiglia Goyeneche sono stati aggiunti a Villahermosa, come estensione destinata a ospitare la collezione Carmen Thyssen-Bornemisza. Esternamente, questi edifici mantengono un'estetica diversa, con linee moderne, ma i loro interni seguono l'atmosfera dell'edificio principale.

## Architettura
L'edificio ha tre piani e combina armoniosamente pietra e mattoni a vista sulla facciata, seguendo il precedente del Museo del Prado. Un piccolo portico dorico incornicia il suo ingresso di fronte alla Carrera de San Jerónimo, che attualmente è sigillata in quanto l'unico accesso è stato scelto per la facciata opposta, che ha un giardino chiuso più adatto a ricevere i visitatori.
Anche se per molto tempo si pensò il contrario, la facciata principale del palazzo fu sempre, fin dalla sua origine, quella rivolta verso i giardini, che mostra sul suo cornicione lo stemma di famiglia. Quella di fronte alla Carrera de San Jerónimo non poté essere scelta come facciata principale, perché di fronte c'era il palazzo dei Duchi di Medinaceli (dove oggi c'è l'Hotel Palace), una casata che per la sua origine reale aveva il privilegio di esporre il suo stemma senza alcun davanti.
Nel frontespizio della facciata principale che affaccia sui giardini è ancora conservato il nome della Duchessa María del Pilar Azlor de Aragon y Guillamas.